# Waldorf (Adelsgeschlecht)

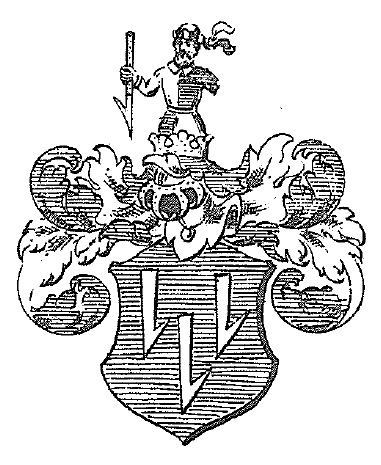
Stammwappen

Waldorf, früher auch Waldorff und Walldorf, ist der Name eines deutschen Adelsgeschlechts in Böhmen und Mähren, dessen Vorfahren ursprünglich in Köln ansässig waren.

## Adelserhebungen
- Böhmischer Adelsstand am 10. September 1664 in Wien und mährisches Inkolat am 13. September 1664 für den mährischen Landesadvokaten und Landschaftssekretär Gottfried Waldorff.
- Böhmischer alter Ritterstand am 6. Dezember 1670 in Wien ebenfalls für den o. g. Gottfried von Waldorff bzw. am 29. April 1683 für dessen Bruder, den mährischen Tribunals-Assessor Jacob Waldorff.
- Böhmischer alter Herrenstand am 28. Mai 1702 für des o. g. Gottfrieds Witwe Catharina von Waldorf, geborene Sartorius von Schwanenfeld, und beider Kinder Gottfried Anton, Gottfried Ignaz und Maria Catharina von Waldorf.
- Böhmischer Grafenstand am 20. September 1727 in Wien für den o. g. Gottfried Ignaz Freiherr von Waldorf als kaiserlicher Rat und Landrechtsbeisitzer in Mähren.
- Böhmischer alter Herrenstand am 1. Dezember 1742 in Wien für des o. g. Ritters Jacob Enkel Franz August von Waldorf, k.k. Kreishauptmann in Brünn.

## Wappen

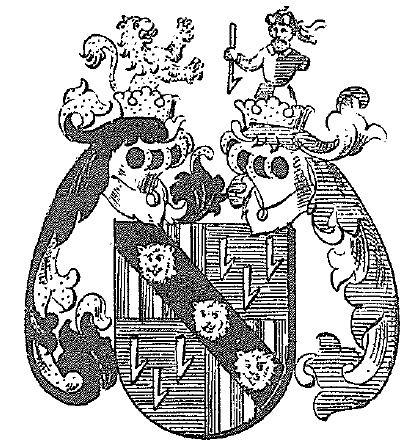
Wappen von 1664

- 1664: In Blau drei (2, 1) abwärts gekehrte silberne Waldhaken. Auf dem Helm mit blau-silbernen Decken ein wachsender Mann ohne linken Arm in von Blau und Silber gevierter Kleidung und von Blau und Silber gewundener Kopfbinde mit abfliegenden Ende, in der Rechten einen abwärts gekehrten silbernen Waldhaken an goldenem Stiel haltend.
- 1670, 1683: Geviert und überdeckt durch einen mit drei vorwärts sehenden goldenen Löwenköpfen belegten schwarzen Schrägrechtsbalken, 1 und 4 in Rot drei silberne Pfähle, 2 und 3 wie 1664. Zwei Helme; auf dem rechten mit schwarz-goldenen Decken einwärts wachsend ein goldener Löwe, links wie 1664.
- 1702, 1742: Schild wie 1670 und belegt mit von Gold und Schwarz gespaltenem Herzschild, der den mittleren Löwenkopf bedeckt, darin rechts golden ohne Bild, links in Gold ein halber schwarzer Adler am Spalt. Zwei Helme wie 1670.
- 1727: Schild wie 1670 und belegt mit von Gold und Schwarz gespaltenem Herzschild, darin ein gekrönter Doppeladler verwechselter Farbe. Drei Helme; rechts wie 1670; auf dem mittleren mit rechts schwarz-goldenen, links blau-silbernen Decken der von Schwarz und Gold gespaltene Doppeladler; links wie 1664.